# 安東文吉
安東 文吉（あんどう ぶんきち、文化5年（1808年） - 明治4年4月8日（1871年5月26日））は、幕末の博徒。本名は西谷文吉（にしたにぶんきち）。駿河国府中（現：静岡県静岡市駿河区）に一家を構えた二足草鞋の大親分。別名「暗闇の代官」、「日本一首継（にほんいち・くびつなぎ）親分」。

## 概要
駿河国安倍郡安東村（現：静岡県静岡市葵区）の豪農である甲右衛門の子に生まれる。大柄で相撲を好んだため10代の文吉は弟の辰五郎と江戸の清見潟部屋に入門し芳ノ森の四股名で土俵に上る。後に故郷に戻るがバクチ打ちの群れに入り、己からすすんで人別帖より削られ無宿となる。
やはり無宿となった辰五郎と府中伝馬町の裏長屋に住み夜は問屋場人足の部屋で采を振っていた。この頃、お尋ね者の大場久八も文吉を頼ってくる。文吉20代半ば、友人が「炭彦」親分と借金のもつれで揉めた時には炭彦を斬る。この後、衆望を集め親分となるが場所的によい賭場を持っていた事もあり多くの猛者を統率していく。一方で炭彦の流れを汲んだ新川越町の怪人たちとの対立も長く続いていく。
大勢力となっていく文吉を見込んで1838年、駿河代官所は文吉と辰五郎を呼び出し十手取縄を預けようとする。この背景には封建社会の建前だけでは解決できない遠州博徒の騒乱を文吉の手で収めようとする意図がある。揉め事を押し付けられた文吉は固辞したが結局は引き受ける。しかしこの件は小泉勝三郎という奇骨の浪人との出会いを生み文吉の視野を広げていく（小泉は一家の大恩人であり文吉の墓の「安文吉」の文字も小泉の筆による。文吉没後に帰郷）。
二足草鞋となってからは乾児に賭場を運営させて、自らバクチはしなかったとされる。十手と同様に公用手形の交付権も与えられていたために無宿の旅人で事情を抱えている者はこれを庇っている。「首継親分」の名称はこれに由来する。また清水次郎長と黒駒勝蔵の喧嘩には和解させるように心を砕く。明治の始めになって没す。
生涯の趣味は江戸の相撲観戦であり、その豪勢な金の使いっぷりは10万石の大名に溜息をつかせたという。
遠州の国領屋亀吉（大谷亀次郎）は幕末動乱のやくざ社会の様子を尋ねられた際に「清水次郎長、長楽寺清兵衛、堀越喜左衛門、大和田友蔵、雲風亀吉・・・。みんないい顔だったよ」と名前を挙げているが「文吉さんはどうでしたか」と聞かれた際には土地の方言を使って「あの人はオッカネェー（恐ろしい）人だ。ただのやくざではねぇ」と死んだ文吉を畏れたとされる。

## 関東やくざとの関係
彼の壮年期は上州系博徒が東日本の闇社会で一世を風靡。東海道にも大きな松杉を植えており、一方で甲州博徒の竹居安五郎・黒駒勝蔵は富士川往還の富士川舟運もあり駿河との縁が深かった。日本中の親分の中では大前田に次ぐ数の継立貸元（旅人に正式な順立の紹介ができる格の貸元）を抱えていた文吉は両者とも縁をもっていたが、十手を預かってからは渡世人の交際の場に顔を出すのを控えたとされる。後年、上州・甲州の旅人組織を相手に土地っ子の次郎長が喧嘩を挑んでいく際には両者の和解につとめている。

## 遺訓
- 博徒は長脇差を差すべからず
- 賭博は金銀を得ることを目的とすべからず
- 負い目の客人には意見して一時勝負を手控えさせるべし
- 喧嘩訴訟はなるべく和解せしめ公平に扱うべし
- 凡そ何事の斡旋にも手数料を取るべからず。ヒマをいうなかれ
- 自分ばかり善い人になるな
- 飲酒して賭場に出入りすべからず
- 道を歩く時は肩で風を切るな

## 登場する作品
- 『木枯し紋次郎／桜が隠す嘘二つ』（笹沢左保、光文社刊「虚空に賭けた賽一つ」所収）

## 参考図書
- 「次郎長巷談」村本喜代作／山雨楼叢書刊行会 (1953)ASIN: B000JB6SME
- 「遠州侠客伝」村本喜代作／遠州新聞社 (1956)ASIN: B000JAOK2K
- 「清水次郎長とその周辺」増田知哉／新人物往来社 (1974)ASIN:B000J9GDIU
- 「街道筋の侠客」(田村栄太郎の「日本の風俗」収録)戸羽山瀚／柏書房(1981/5): 81029295
- 「駿遠豆遊侠伝」(「ふるさと百話1」収録)戸羽山瀚／静岡新聞社 (1998/11) ISBN 4783804265
- 「清水次郎長と幕末維新」高橋敏／岩波書店 (2003/10/17)ISBN 4000233831
- 「安東文吉基本史料」（草書の旧字体）相川春吉／静岡郷土研究会（配布せず。静岡県立図書館蔵）